# Heliocontia inversa
Heliocontia inversa är en fjärilsart som beskrevs av William Schaus 1904. Heliocontia inversa ingår i släktet Heliocontia och familjen nattflyn. Inga underarter finns listade i Catalogue of Life.